# Javier Castroviejo
Javier Castroviejo Bolivar (Bueu, 5 de octubre de 1940) es un biólogo e investigador español. Fue director de la Estación Biológica de Doñana desde 1975 hasta 1988.
Debido a su incesante activismo para la protección de Doñana, frente a los planes desarrollistas del proyecto Almonte-Marismas y la carretera costera Huelva-Cádiz, fue declarado persona non grata por el Ayuntamiento de Almonte.

## Biografía

### Formación
Nacido en Bueu, pronto se trasladó con su familia a Tirán, Moaña (fue hijo de José María Castroviejo Blanco-Cicerón). Estudió el bachillerato en Vigo, el primer curso de Ciencias Biológicas en la Universidad de Santiago de Compostela y el resto en la Universidad Complutense de Madrid, donde se licenció en 1965. Una vez licenciado, marchó a Alemania (donde estuvo desde 1965 a 1968) para realizar la tesis doctoral, que presentó en la Universidad Complutense en 1972, con el título "Contribución al conocimiento de la taxonomía, ecología, biología del celo y mudas del urogalo (Tetrao urogallus L.) en España", calificada con la máxima nota.

### Labor investigadora y docente
En ese mismo año de 1972 obtuvo por concurso-oposición una plaza de colaboración científica del CSIC para trabajar en la Estación Biológica de Doñana. Dos años después fue nombrado director en funciones y, en 1975, director efectivo de dicho centro, que dirigió hasta 1988. Fue profesor de investigación del CSIC hasta 2001, e impartió clases durante un curso en la Universidad de Salamanca.
Su contacto, en 1957, con Félix Rodríguez de la Fuente fue decisivo: compartió con él numerosas experiencias, colaboró en sus famosas Enciclopedias (Fauna y Fauna ibérica) y se dedicó al estudio y defensa de las especies protegidas. De este gran divulgador dijo:

Su labor no sólo cambió la mentalidad de los españoles, sino que se plasmó en realidades: en especies protegidas, en legislación... Además hay algo que apenas se le reconoce: su contribución a dignificar la profesión del biólogo de campo. El gran homenaje a Rodríguez de la Fuente debería ser académico.

Castroviejo es autor de diversos trabajos de investigación sobre el norte de España, muy importantes para conocer la ecología invernal de los vertebrados de la cordillera Cantábrica, el papel del acebo (Ilex aquifolium), la biología del urogallo (describió la nueva subespecie Tetrao urogallus cantabricus) y de la del lobo, con técnicas de radiomarcaje usadas por primera vez con esta especie en España. Promovió y actualizó a publicación de la revista científica Doñana Acta Vertebrata, y desarrolló una importante labor en el ámbito internacional, como la creación de la Estación Biológica del Frío en Llanos de Venezuela, y en Bolivia. Así mismo, llevó a cabo expediciones zoológicas en el antiguo Sáhara Español (aprovechando las prácticas del servicio militar, que hizo divididas en dos años como alférez en Las Palmas de Gran Canaria) en Marruecos, Guinea Ecuatorial, Gabón y Latinoamérica.
Fue uno de los redactores de la vigente Ley 91/1978 sobre el Parque nacional de Doñana y del Real Decreto 357/1984, que modificaba el Plan Almonte-Marismas. Además de contribuir a la detención del proyecto del Plan Almonte-Marismas y de la carretera costera, su labor fue fundamental para que el área protegida del parque nacional se incrementara en 13 000 ha y unas 50 000 de preparque. Fue uno de los fundadores, y presidente, de la Asociación de Amigos de Doñana, vicepresidente y presidente del Comité MAB (Hombre y Biosfera) de la UNESCO, y presidente del Consejo Internacional de Coordinación del MAB de la UNESCO (París). Así mismo presidió la IberoMAB (Red de Comités y Reservas de Biosfera de Iberoamérica y el Caribe).
Dirigió 7 tesis doctorales en la Universidad de Sevilla y en la Universidad Complutense de Madrid.

## Epónimo
- Lepus castroviejoi Palacios, 1977, una liebre endémica de la cordillera Cantábrica.[8]

## Algunas publicaciones

### Libro
- 1982 - La faune (con Félix Rodríguez de la Fuente). París: Alpha. ISBN 2-7300-1100-5.

### Artículos en revistas
Castroviejo publicó un centenar de artículos en revistas científicas, entres los que se pueden citar:
- 1973 -"Primeros datos sobre la ecología invernal de los vertebrados de la Cordillera Cantábrica", Asturmnatura, 1.
- 1974 - "Dobre el lirón gris (Glis glis pyrenaicus Cabrera, 1908) en España", Doñana Acta Vertebrata, 1.
- 1980 - "Catálogo de reptiles y anfibios con clave para su clasificación".
- 1982 - "Conservación de zonas encharcables: Doñana y el Hato y el Frío, Llanos de Venezuela".
- 2001 - "La tragedia de los bienes comunes y el ejemplo de Doñana". Derecho y medio ambiente: Revista jurídica para el desarrollo sostenible, 2 (8): 71-80.
- 2002 - "Herpetofauna del Parque Nacional de Monte Alén (Río Muni, Guinea Ecuatorial)" (Con Ion de la Riva, A. I. Rial e  C. A. Lasso) Graellsia: revista de zoología, 58 (2): 21-34.